# 吉衡铁路
吉衡铁路，（又称吉衡线，曾称衡茶吉铁路），西起京广铁路衡阳站，途经湖南省衡南、安仁、攸县、茶陵、炎陵，穿越罗霄山脉，进入江西省井冈山，接吉井铁路井冈山站。吉衡铁路线路全长291公里，新建线路全长211公里，2008年12月28日正式开工建设，2013年3月跨京珠高速公路大桥架设完毕，2013年10月全线铺通，并与2013年12月28日开通货运列车，2014年7月1日开通客运列车。

## 概况
吉衡铁路贯通江西省西南地区和湖南省东南部，连接京九铁路和京广铁路，是国家《中长期铁路网规划》和铁路“十一五”规划的重点项目。吉衡铁路建成后，从衡阳到井冈山只需1个多小时。铁路沿线人均GDP未達全国平均水平的70%，其中一个主要的原因是沿线地处山区，交通不便。受交通条件的制约，资源优势迟迟不能转化成经济优势。铁路建成后，通过加强经济落后地区与其他地區的联系与交流，将极大地促进沿线地区的经济发展。
吉衡铁路在建设时分两次建设，吉安到井冈山段以吉井铁路（也称为井冈山铁路）名义在2005年3月31日动工于2007年4月18日开通，为单线铁路，设计速度为120公里/小时，非电气化铁路。
而井冈山到衡阳则被称为衡茶吉铁路，于2008年12月28日动工2013年12月28日启用，建设工程全长374.87公里，其中井冈山至衡阳段长211.46公里（江西省境内49.32公里，湖南省境内162.14公里）为Ⅰ级单线铁路，预留复线条件，目标速度值设计为160Km/h，预留200Km/h；文茶联络线长54.041公里（江西省境内 13.13公里、湖南省境内40.92公里）为Ⅱ级单线铁路；吉井段在本工程中进行电气化。

## 历史

### 前期准备
2004年1月国务院审议通过的《中长期铁路网规划》中在图中画出了吉安到衡阳铁路，并途径井冈山和茶陵
在2004年2月9日的江西省第十届人民代表大会第二次会议上提出了建设衡吉铁路吉井段（也就是指吉井铁路）。
吉井铁路于2005年3月31日开工，2007年4月18日开通。
2007年3月7日铁道部、江西省人民政府、湖南省人民政府在北京就《合作建设衡茶吉铁路（井冈山至衡阳段）协议》签字。
2007年8月25日国家发改委批复了项目建议书，2008年8月22日国家发改委批复了项目可行性研究报告并确认将建设茶陵至文竹联络线以和分文铁路连接，衡阳至井冈山段：211.5公里（湖南162.2公里，江西49.3公里），茶陵至文竹联络线长54公里。
2008年10月《中长期铁路网规划（2008年调整）》也提出建设衡阳到井冈山的铁路，并列为怀化～衡阳～赣州干线中。
2008年12月19日至21日衡茶吉铁路初步设计审查会召开总投资由可研报告的83.3亿元调整为89.44亿元，衡阳至井冈山段：221.39公里（湖南162.30公里）共18个车站，设计时速160公里/小时，另外炎陵、茶陵、攸县的炎陵、茶陵南、攸县南三个站场预留面积均增至8000平方米并预留开行动车组条件。

### 开工建设
2008年12月28日衡茶吉铁路开工建设，衡茶吉铁路建设动员大会在湖南省炎陵县沔渡镇与江西省井冈山市龙市镇交界处举行，衡阳至井冈山段：211.5公里（湖南162.2公里，江西49.3公里），茶陵至文竹联络线长54公里。
2009年3月5日新建衡茶吉铁路全线站前工程招标公告。
2009年5月3日云阳山隧道动工，6月21日云阳山隧道开挖。
2009年8月20日衡茶吉铁路攸县段开工，铁路在株洲市下辖县内全部开工。
2009年12月7日衡茶吉铁路鹅岭隧道全面开工
2010年4月21日衡茶吉铁路排前一号隧道贯通。
2010年5月1日衡茶吉铁路江西境内第一座隧道睦村隧道贯通
2010年5月白露二号隧道贯通
2010年5月26日吉安南站至井冈山站电气化扩能改造工程招标公告。
2010年6月4日衡茶吉铁路苍背特大桥完工，该桥全长911.375m。
2010年8月云阳山隧道开挖了1600米
2010年8月16日炎陵石子坝隧道贯通
2010年9月19日上新屋隧道贯通
2010年12月10日石背垅隧道贯通
2011年5月10日茶陵站附近开始铺轨架桥，标志着衡茶吉铁路开始铺轨架桥。
2011年5月17日山垄隧道贯通
2011年5月17日衡茶吉铁路支线莲花县段桥梁涵洞工程全部完工
2011年6月鹅岭隧道进口与1号斜井实现贯通
2011年6月20日云阳山隧道贯通这是铁路全线仅次于鹅岭隧道的第二长隧道
2011年9月24日龙市隧道贯通
2011年10月27日安仁站开始开始动工
2011年11月7日排前二号隧道贯通
2012年2月24日飞盐坪隧道贯通
2012年3月28日炎陵隧道贯通
2012年4月26日鹅岭隧道贯通，这是衡茶吉铁路第一长隧道。
2012年5月16日下关隧道贯通
2012年6月5日石潮大桥贯通
2012年8月28日衡茶吉铁路衡阳至井冈山段7个车站站房招标。
2013年7月2日衡茶吉铁路的正线区间“白石车站、龙市车站、睦村车站、炎陵车站、浣溪车站、云盘车站、茶陵南车站、攸县车站和安仁车站、禾市车站、花桥镇车站、颜家垄车站”全部铺轨完毕。
2013年9月25日吉衡铁路新建的井衡段和既有改造的吉井段（吉井铁路）在井冈山站接轨，标志着江西段全线铺架贯通。

### 开通运营
2013年12月28日开通货运业务。
2014年6月14日衡茶吉铁路改名为吉衡铁路并确认开通客运业务日期
2014年7月1日吉衡铁路正式开通客运业务。
首批开通的客运列车是K636/637、K638/635次列车（昆明－福州）、T381/382次列车（上海南－昆明）、K1136/1137、K1138/1135次列车（青岛－南宁）、K161/162次列车（徐州－南宁）、K1561/1562次列车（合肥－南宁）和T25/26次列车（上海南－南宁）。

## 沿途车站
| 路线 | 路线 | 路线 | 所在地区 | 所在地区 | 所在地区 | 车站     | 里程 （公里） | 连接铁路 | 转乘路线 | 规模   | 备注               |
| ---- | ---- | ---- | -------- | -------- | -------- | -------- | ------------- | -------- | -------- | ------ | ------------------ |
|      |      |      | 江西     | 吉安市   | 吉安县   | 吉安南站 |               | 京九铁路 |          |        |                    |
|      |      |      | 江西     | 吉安市   | 吉安县   | 永阳街站 |               |          |          |        |                    |
|      |      |      | 江西     | 吉安市   | 吉安县   | 石坑站   |               |          |          |        |                    |
|      |      |      | 江西     | 吉安市   | 泰和县   | 江边站   |               |          |          |        |                    |
|      |      |      | 江西     | 吉安市   | 井冈山市 | 井冈山站 |               |          |          | 3台7线 | 客运站             |
|      |      |      | 江西     | 吉安市   | 井冈山市 | 白石站   |               |          |          |        | 中间站；不办理业务 |
|      |      |      | 江西     | 吉安市   | 井冈山市 | 龙市站   |               |          |          | 2台4线 | 客、货运站         |
|      |      |      | 江西     | 吉安市   | 井冈山市 | 睦村站   |               |          |          | 3线    | 中间站；不办理业务 |
|      |      |      | 湖南     | 株洲市   | 炎陵县   | 炎陵站   |               |          |          | 2台4线 | 中间站；客、货运站 |
|      |      |      | 湖南     | 株洲市   | 茶陵县   | 浣溪站   |               |          |          | 3线    | 中间站；不办理业务 |
|      |      |      | 湖南     | 株洲市   | 茶陵县   | 云盘站   |               |          |          | 3线    | 中间站；不办理业务 |
|      |      |      | 湖南     | 株洲市   | 茶陵县   | 茶陵南站 |               |          |          | 2台4线 | 中间站；客、货运站 |
|      |      |      | 湖南     | 株洲市   | 茶陵县   | 茶陵西站 |               | 醴茶铁路 |          | 6线    | 中间站；不办理业务 |
|      |      |      | 湖南     | 株洲市   | 攸县     | 攸县南站 |               |          |          | 2台4线 | 中间站；客、货运站 |
|      |      |      | 湖南     | 郴州市   | 安仁县   | 安仁站   |               |          |          | 2台4线 | 中间站；客、货运站 |
|      |      |      | 湖南     | 郴州市   | 安仁县   | 禾市站   |               |          |          | 3线    | 中间站；不办理业务 |
|      |      |      | 湖南     | 衡阳市   | 衡南县   | 衡南站   |               |          |          | 1台4线 |                    |
|      |      |      | 湖南     | 衡阳市   | 衡南县   | 颜家垄站 |               | 怀衡铁路 |          |        |                    |
|      |      |      | 湖南     | 衡阳市   | 珠晖区   | 茶山坳站 |               | 京广铁路 |          |        |                    |

## 走向变动
2007年3月21日至22日郴州市市委、市政府和安仁县县委、县政府参加了铁道部组织的调研会争取铁路在安仁县设站；25日铁道部将走向为衡阳——安仁——茶陵——炎陵——宁冈——井冈山——吉安的方案上报给国家发改委。

## 延伸计划
有提议由吉安往东延伸到福建的建宁县。